# Thrill Seeker
Thrill Seeker es el álbum debut de la banda de metalcore August Burns Red. El primer vídeo musical lanzado fue producido para la canción «Your Little Suburbia is in Ruins». Fue el único álbum en presentar a Josh McManness en la voz.

## Lista de canciones
| N.º | Título                                                                        | Duración |  |
| 1.  | «Your Little Suburbia is in Ruins»                                            | 3:58     |  |
| 2.  | «Speech Impediment»                                                           | 4:01     |  |
| 3.  | «Endorphins»                                                                  | 3:10     |  |
| 4.  | «Too Late for Roses»                                                          | 3:19     |  |
| 5.  | «Barbarian»                                                                   | 3:45     |  |
| 6.  | «The Reflective Property»                                                     | 3:51     |  |
| 7.  | «A Wish Full of Dreams»                                                       | 2:57     |  |
| 8.  | «Consumer»                                                                    | 4:10     |  |
| 9.  | «A Shot Below the Belt» (en iTunes, titulada erróneamente «Throwing Punches») | 4:10     |  |
| 10. | «Eve of the End» (instrumental)                                               | 3:09     |  |
| 11. | «The Seventh Trumpet»                                                         | 8:12     |  |

## Créditos y personal
Miembros
- Josh McManness – voz
- JB Brubaker – guitarra
- Brent Rambler – guitarra
- Jordan Tuscan – bajo
- Matt Greiner – batería

Producción
- Adam Dutkiewicz – producción y mezclas
- Adam Dutkiewicz y Wayne Krupa – ingeniería
- Troy Glessner de Spectre Studios – masterización
- Asterik Studio – dirección de arte y diseño
- Dave Hill – fotografía de la banda